# Década de 1270 a.C.

## Eventos
- 1279 a.C. - Seti I, faraó do Egito, sucedido por Ramessés II.[1]
- 1275 a.C. (data aproximada) - Humbam-Numena, rei do Elão, sucedido por Untach-Napiricha.[1]
- 1274 a.C. - Batalha de Cadexe, às margens do rio Orontes, entre as forças egípcias comandadas por Ramessés e as forças hititas comandadas por Muwatalli.[2]
- 1271 a.C. - Muwatalli II, rei dos hititas, sucedido por Mursili III.[1]